# Calle de los Antigones
La calle de los Antigones es una vía pública de la ciudad española de Sagunto.

## Descripción
La vía discurre desde la calle del Castillo hasta después de cruzarse con la de Pedro de Cartagena. Con el título hace referencia a las ruinas del teatro romano. Aparece descrita en el Nomenclator de las calles, plazas y puertas antiguas y modernas de la ciudad de Sagunto (1901) de Antonio Chabret y Fraga con las siguientes palabras:

Antigóns (carrer dels). Tiene su entrada por la calle del Castillo y desemboca en la de Pedro de Cartagena. El nombre de esta calle se deriva de la proximidad á las ruinas del Teatro Romano que el vulgo llamaba antiguamente els antigóns, denominación que se le aplicaba á todo género de ruinas, como se ve en el término en la partida del antigó de Albacet, porque existen ruinas de las casas de la pobla de su nombre que había en aquel lugar; el antigó de Almudafer, etc., etc.
(Chabret y Fraga, 1901, p. 26)